# Kia Magentis
O Magentis é um sedan médio-grande, fabricado pela sul-coreana Kia Motors, lançado em 2000 como sucessor do Kia Clarus (vendido como Kia Credos em alguns mercados). Assim como seu antecessor, o Magentis recebe nomes diferentes em diversos mercados. Nos Estados Unidos é vendido como Kia Optima; nome adotado no Brasil em 2012. É fabricado na Coreia do Sul, nos Estados Unidos e no Cazaquistão. Divide a plataforma e os componentes mecânicos com o Hyundai Sonata, uma vez que a Hyundai é proprietária da Kia.

## Galeria
- Primeira geração (2000-2006)
- Segunda geração (2005-2010)
- Terceira geração (2010-2015)
- Quarta geração (2015-2020)
- Quinta geração (2019-presente)